# 魁奇路站
魁奇路站是广佛地铁和佛山地铁2号线的换乘車站，位于位於中国广东省佛山市禅城区汾江南路魁奇一路口的地底。车站于2010年11月3日随广佛地铁通车而启用，2021年12月28日随佛山地铁2号线开通而成为换乘车站。
本站是佛山地铁线网中第一个启用的站内换乘站。

## 车站構造

### 车站楼层
本站共有兩層。地面為车站出入口，周边为汾江南路、魁奇一路及其它建築；地下一層為2号线站台及南北站廳；地下二層為广佛线站台層，以及聯絡通道。
因本站广佛线部分率先建成，故当时站厅和广佛线站台均使用广佛线统一的棕色陶瓷板进行装修；但后期2号线扩建车站时需要对站厅进行改造，故经2号线进行改造的部分站厅墙面和2号线扩建部分均使用2号线统一的白色搪瓷板加红色色带进行装修。
| 地下一层 | 北站廳                     | 售票機、客服中心、警务室、安检设施           |  |  |
|          | 侧式站台（卫生间、母婴室） |                                              |  |  |
|          | 4 站台                     | █2号线 南庄方向（下站：沙岗）                |  |  |
|          | 3 站台                     | █2号线 广州南站方向（下站：石梁）            |  |  |
|          | 侧式站台                   |                                              |  |  |
|          | 南站廳                     | 售票機、客服中心、安检设施                   |  |  |
| 地下二层 | 聯絡通道                   | 非付費區來往兩側站廳 付費區來往2號線兩側月台 |  |  |
|          | 2 站台                     | █广佛线 新城東方向（下站：澜石）             |  |  |
|          | 岛式站台                   |                                              |  |  |
|          | 1 站台                     | █广佛线 沥滘方向（下站：季華園）             |  |  |

### 站廳
本站分為南北兩個站廳，均位于地下一层，兩者被2號線路軌相隔。南北站廳非付费区通过地下二层的联络通道連接。两边站厅付费区内各设有两條扶手电梯和一条楼梯供乘客前往广佛线的月台。而連接广佛线站台的专用电梯由于通往南站厅非付费区，乘客使用時需要向車站工作人员求助以便協助使用。
商店及自助服务方面，本站现时设有便利店和面包店，以及中国银行自動櫃員機、售卖机以及好易自助终端等设施。

### 月台以及换乘

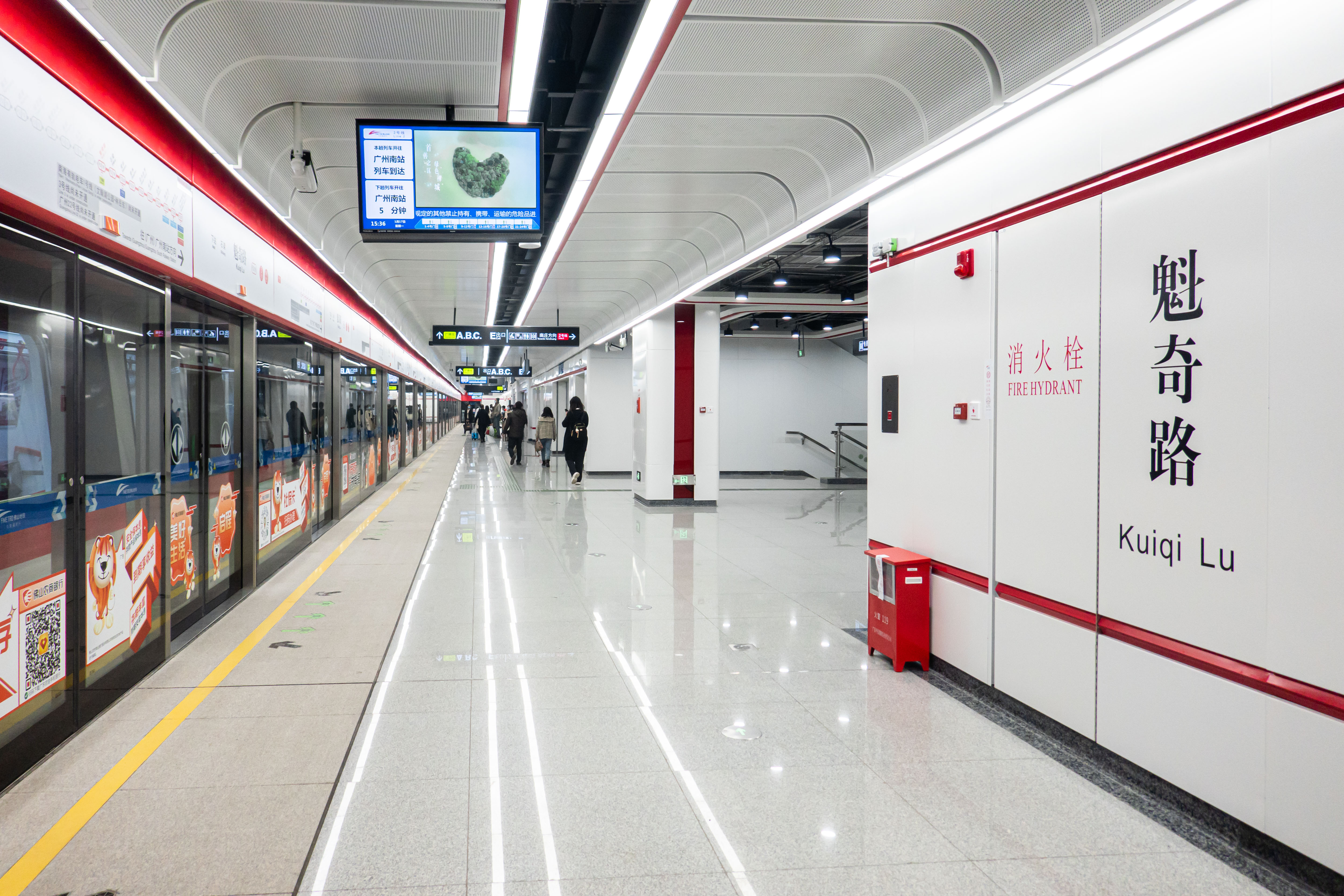
2號綫站臺

本站广佛线設有一個島式月台，位於汾江南路地底。2号线则设有两个侧式月台，位于魁奇一路北侧的地底。两线站台呈十字相交，其中2號綫月台在上層，广佛綫月台在下層。車站的卫生間及母婴室均設於2号线的4号站台（南庄方向）东端。
由于本站两线的月台结构不同，乘客在广佛线站台换乘2号线时需要注意站台的导向指示，到达前往相应的方向的扶手电梯以及楼梯后，搭乘扶手电梯和楼梯即可前往该方向的2号线月台。
2号线的两个站台也可以由地下二层的聯絡通道來往，通道兩側各設有一條樓梯，並配有兩台升降機方便乘客上下樓。
另外，广佛线站台以南设有交叉渡线，在开通初期以本站为终点站时，会利用该渡线折返所有列车。而在广佛地铁二期开通后，本站成为中途站，日常运营不再利用该渡线折返。

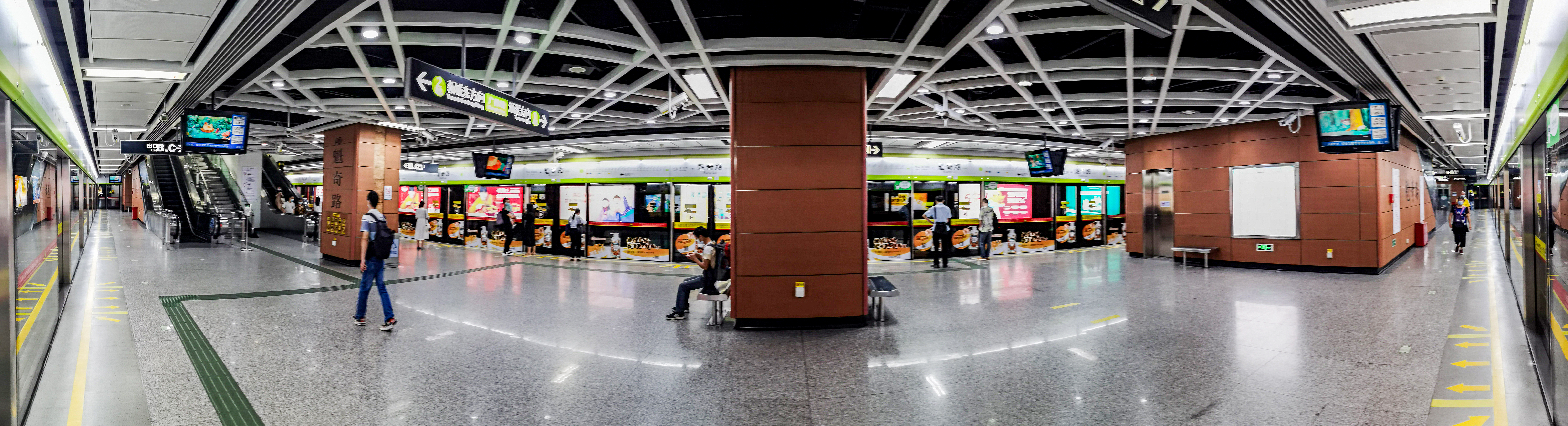
2号站台全景图

### 出入口
魁奇路站目前设有4个出入口供乘客进出，分别分布于南北两个站厅，其中C出入口有地下通道直接连接新·DNA购物中心。
|                                           |                                                       |      |          |                                                                                                |
|                                           |                                                       |      |          |                                                                                                |
| 編號                                      | 无障碍设施                                            | 照片 | 出口指示 | 建議前往的目的地                                                                               |
| 南站廳                                    |                                                       |      |          |                                                                                                |
| A                                         | 扶手电梯标志                                          |      | 魁奇一路 | 汾江南路、黎涌下村公交车站（东行）、魁奇路口公交车站（北行）                                   |
| E                                         | 盲道标志 · 无障碍通道标志 · 扶手电梯标志              |      | 汾江南路 | 魁奇一路、魁奇路口公交车站（南行）                                                             |
| 北站廳                                    |                                                       |      |          |                                                                                                |
| B                                         | 盲道标志 · 升降机标志 · 无障碍通道标志 · 扶手电梯标志 |      | 汾江南路 | 魁奇一路、市口腔医院城南分院、丽日豪庭公交车站（北行）、黎涌下村公交车站（西行）               |
| C                                         | 盲道标志 · 轮椅升降台标志 · 扶手电梯标志              |      | 汾江南路 | 魁奇一路、中国电信佛山信息大厦、新·DNA购物中心、佛山华美整形美容医院、丽日豪庭公交车站（南行） |
| 註： 設有 \| 設有 \| 設有 \| 設有扶手電梯 |                                                       |      |          |                                                                                                |

## 接駁交通
本站周边设有丽日豪庭站、新福港鼎峰公交枢纽站及魁奇路口站三个公交车站。
| 编号 | 编号    | 线路                   | 线路 | 线路                   | 收费  | 运营商            | 备注                             |
| ---- | ------- | ---------------------- | ---- | ---------------------- | ----- | ----------------- | -------------------------------- |
|      | 118     | 郊边                   | ⇆    | 大墩村                 | 2元   | 粤运四分          |                                  |
|      | 126     | 石湾文化广场公交枢纽站 | ⇆    | 时代富锦               | 2元   | 粤运三分          |                                  |
|      | 135     | 东方广场北门总站       | ⇆    | 南庄文化中心公交枢纽站 | 2元   | 粤运四分          |                                  |
|      | 139     | 佛山家博城总站         | ⇆    | 南海实验小学           | 2元   | 佛汽公交          |                                  |
|      | 152     | 魁奇路行政服务大厅西   | ⇆    | 城北中学               | 2元   | 佛汽公交          |                                  |
|      | 185B    | 石头村                 | ⇆    | 绿地未来城公交首末站   | 2元   | 粤运六分          |                                  |
|      | 227A    | 新福港鼎峰公交枢纽站   | ⇆    | 西樵城区（官山二桥）   | 4元   | 佛广樵江          |                                  |
|      | 255A    | 新福港鼎峰公交枢纽站   | ⇆    | 九江大道公交枢纽站     | 4元   | 佛广樵江          |                                  |
|      | 801     | 岭南天地公交首末站     | ⇆    | 乐从钢铁世界员工村     | 2–3元 | 佛汽公交 顺德鸿运 |                                  |
|      | 802     | 新福港鼎峰公交枢纽站   | ⇆    | 广教工业路             | 2–4元 | 佛汽公交 顺德鸿运 |                                  |
|      | G14     | 佛山火车站             | ⇆    | 澜石地铁站临时总站     | 2元   | 粤运六分          | 原 112                           |
|      | 桂30    | 平洲江滨公园           | ⇆    | 新福港鼎峰公交枢纽站   | 2元   | 佛广桂城          |                                  |
|      | 夜经济1 | 丽日豪庭               | ⇆    | 地铁金融高新区站       | 5元   | 佛汽公交          | 逢广佛地铁临时延长服务时间时停办 |

| 编号 | 编号 | 线路                 | 线路 | 线路                 | 收费  | 运营商            | 备注 |
| ---- | ---- | -------------------- | ---- | -------------------- | ----- | ----------------- | ---- |
|      | 103  | 岭南大道公交枢纽站   | ⇆    | 乐从莘村             | 2元   | 粤运四分          |      |
|      | 171  | 南风古灶             | ⇆    | 瀚天科技城           | 2元   | 禅南公交          |      |
|      | 184  | 朝安公交首末站       | ⇆    | 绿岛湖公交枢纽站     | 2元   | 粤运一分          |      |
|      | 227A | 新福港鼎峰公交枢纽站 | ⇆    | 西樵城区（官山二桥） | 4元   | 佛广樵江          |      |
|      | 255A | 新福港鼎峰公交枢纽站 | ⇆    | 九江大道公交枢纽站   | 4元   | 佛广樵江          |      |
|      | 802  | 新福港鼎峰公交枢纽站 | ⇆    | 广教工业路           | 2–4元 | 佛汽公交 顺德鸿运 |      |
|      | 桂30 | 平洲江滨公园         | ⇆    | 新福港鼎峰公交枢纽站 | 2元   | 佛广桂城          |      |

| 编号 | 编号 | 线路           | 线路 | 线路               | 收费 | 运营商   | 备注   |
| ---- | ---- | -------------- | ---- | ------------------ | ---- | -------- | ------ |
|      | 139  | 佛山家博城总站 | ⇆    | 南海实验小学       | 2元  | 佛汽公交 |        |
|      | G14  | 佛山火车站     | ⇆    | 澜石地铁站临时总站 | 2元  | 粤运六分 | 原 112 |

## 利用状况
本站在开通初期，周围都是住宅区，同时亦有不少位于本站南侧的居民通过公交等方式接驳本站，故本站主要客流以工作日早晚通勤客流为主，其他时段客流较低，令本站显得十分冷清。后来附近的世博广场、新·DNA购物中心等商场陆续建成开业，尤其是建有通往车站的地下通道的后者开业后，客流情况有较大改观。佛山地铁2号线开通后，因2号线当时仅能在本站实现付费区内换乘，成为2号线接入广佛地铁以至广州地铁线网的重点换乘站，为本站带来了大量换乘客流，亦使得本站成为2号线其中一个客流较大的车站。

## 历史
本站的命名来源于附近的魁奇一路。

### 广佛线
2002年廣佛地鐵的走向初步確定，魁奇路站確定為廣佛地鐵佛山段的其中一個中途站。本站站后折返线作为广佛地铁试验段工程于2002年10月11日开工建设，而车站则于2003年10月开工，2006年12月已完成基本土建工程。广佛线首台盾构机亦于2007年12月6日由本站始发。
2010年10月28、29日，本站隨廣佛地鐵首通段全線開放給廣佛兩市的市民進行試乘。11月3日，廣佛地鐵首通段開通試運營，本站正式啟用。
佛山市铁路投资建设集团和佛山轨道交通设计研究院曾设置于本站C出入口附近的财富大厦。

### 2号线
本站在建造时已经为佛山地铁2号线作出相应预留，2号线路轨会经过本站站厅中央，当2號線建设时会把原有站厅分割為南北兩個站廳，同时扩建站厅东侧，增加换乘设施。
2015年6月26日，本站2号线车站部分开始占用魁奇路围蔽施工。2017年2月，本站至石梁站区间左线盾构始发，随后于同年7月21日贯通，10月23日右线贯通，亦代表着本站至石梁站双线贯通。
2019年上半年，本站2号线部分主体结构封顶，8月25日，2号线在本站的施工进入车站改造阶段，本站站厅被永久分割为南北两个站厅；11月1日，本站在魁奇路主路的围蔽解除，道路复通，附近的非道路围蔽也逐渐解除。
2021年12月28日12时，本站2号线车站随佛山地铁2号线开通而正式启用。